# フェアリア未紀
フェアリア未紀（フェアリア みき）は、日本のタロット占い師、占い研究家。
タロットカードとの出会いは11歳の時。　幼い頃から神秘的なことや占いが好きで様々な占術を学び、実占しつつ、大学では心理学を専攻し、カウンセリングの技法も身につける。　その後、OL生活の中で更に多くのカウンセリングやセラピーの技術を習得し、 同僚やクライアントにリーディングを行い、それが評判を呼び、職業占い師として独立。
タロットカードのリーディングを通し、浮かび上がるその人だけの人生のシナリオを読み取り、分かり易く伝えていくセッションを展開する。 カルチャースクールにてタロットセミナーの他、全国で様々なワークショップも行っている。　
2021年より、レイラ名義で魔女術占い「チャームキャスティング」の企画・制作及び販売を開始している。

## 書籍
著書　『バースデータロット』　カクワークス社、2013年。 ISBN 978-4907319151